# Nesiarchus nasutus
Nesiarchus nasutus é uma espécie de peixe pertencente à família Gempylidae.
A autoridade científica da espécie é Johnson, tendo sido descrita no ano de 1862.

## Portugal
Encontra-se presente em Portugal, onde é uma espécie nativa.
O seu nome comum é peixe-espada-preto.

## Descrição
Trata-se de uma espécie marinha. Atinge os 130 cm de comprimento padrão nos indivíduos do sexo masculino.